# Ryogo Yamasaki
Ryogo Yamasaki (født 20. september 1992) er en japansk fodboldspiller, som spiller for den japanske fodboldklub Shonan Bellmare.